# Papurana florensis
Papurana florensis é uma espécie de anfíbio da família Ranidae.
É endémica da Indonésia.
Os seus habitats naturais são: florestas secas tropicais ou subtropicais , savanas húmidas, campos de gramíneas de baixa altitude subtropicais ou tropicais sazonalmente húmidos ou inundados, rios, rios intermitentes e pântanos.